# IC 941
IC 941 ist eine Spiralgalaxie vom Hubble-Typ S im Sternbild Bärenhüter am Nordsternhimmel. Sie ist schätzungsweise 313 Millionen Lichtjahre von der Milchstraße entfernt und hat einen Durchmesser von etwa 65.000 Lichtjahren.
Das Objekt wurde am 16. Juni 1892 vom französischen Astronomen Stéphane Javelle entdeckt.